# 男科學
男科學（英語：andrology，來自古希臘語：、anēr，屬格、andros「男人」和：「學」）是處理男性健康的醫學專業人士，特別是與男性特有的男性生殖系統和泌尿外科等相關的問題。與針對女性生殖系統相關的醫療問題的婦產科互相對應。自1960年代後期以來，男科學只做為一個獨特的專業來研究：第一個有關該課題的專業期刊是德國期刊「Andrologie（現稱「Andrologia」）」，自1969年起出版。
男性特有的醫學和手術程序包括輸精管結紮術和輸精管吻合術（輸精管結紮的逆轉程序之一）以及應付男性泌尿生殖系統紊亂的介入程序，例如以下列表：
- 龜頭炎
- 陰莖癌
- 隱睪丸
- 附睪炎
- 尿道上裂
- 勃起功能障礙
- 短包皮系帶
- 鞘膜積液
- 尿道下裂
- 不孕
- 陰莖
- 睪丸炎
- 嵌頓包莖
- 陰莖骨折
- 陰莖硬結症
- 包莖
- 前列腺癌
- 前列腺炎
- 精液
- 睪丸癌
- 睪丸扭轉
- 精索靜脈曲張

## 外部連結
- 美國男科學協會 （页面存档备份，存于）
- 國際男科學學會 （页面存档备份，存于）